# Cerathosia opisthochra
Cerathosia opisthochra är en fjärilsart som beskrevs av Dyar 1916. Cerathosia opisthochra ingår i släktet Cerathosia och familjen nattflyn. Inga underarter finns listade i Catalogue of Life.